# إر إس إي لا 2
RSI LA2 هي قناة تلفزيونية تابعة لشبكة الراديو والتلفزيون السويسري ناطقة باللغة الإيطالية، وهي النموذج الثاني إر إس إي لا 1 ، والقناة موجهة للمتحدثين بالإيطالية. كانت معروفة ببرامج الرياضة بشكل عام، لكن وأثناء تحديث اسمها سنة 2009 من TSI 2 إلى الاسم الحالي، جمعت كل أصناف البرامج التي تجمع الموسيقى والرياضة والثقافة والبرامج الترفيهية كالأفلام والمسلسلات، كما أنها تقوم بنقل أهم الفعاليات الرياضية الكروية كدوري أبطال أوربا والدوري السويسري.

## تاريخ القناة
تم إطلاق القناة أول مرة سنة 1997 تحت اسم TSI2 وكانت موجهة للشباب الرياضي والموسيقي، ولم تكون موجهة لعامة الناس وإنما للمتحدثين بالإيطالية في سويسرا.
في 24 يوليو سنة 2006 تم تحديث تكنولوجيا القناة لتصبح منصة هامة في أوروبا، حيث بدأت بالبث في قنوات الكابل والأقمار الصناعية ضمن باقة SRG SSR السويسرية الناطقة بثلات لغات، وهي الإيطالية والفرنسية والألمانية.[بحاجة لمصدر]

## البرامج

### برامج المعلومات
- L'agenda

### برامج الرياضة
الفعاليات المباشرة
- الألعاب الأولمبية
- فورمولا 1
- دوري أبطال أوربا
- كأس العالم لكرة القدم
- بطولة أمريكا المفتوحة للتنس
- بطولة أستراليا المفتوحة للتنس

## وصلات خارجية
الموقع الرسمي